# Pensiune
O pensiune este o casă (de multe ori o casă de familie), în care locatarii furnizează un serviciu de închiriere a una sau mai multor camere pentru una sau mai multe nopți, și, uneori, pentru perioade lungi (săptămâni, luni și ani). Părțile comune ale casei sunt menținute, iar unele servicii, cum ar fi spălătorie și curățătorie, pot fi furnizate. Ele oferă în mod normal cel puțin unele mese, precum și cazare.  Locatarii obțin legal o licență de a utiliza camerele lor, și nu proprietatea exclusivă, astfel încât proprietarul își păstrează dreptul de acces.